# Cheb
Cheb (tyska: Eger) är en stad i Böhmen i Tjeckien, längst västerut i landet, nära tyska gränsen och vid floden Ohře (Eger). Folkmängden uppgår till 32 355 invånare (2016). Staden ligger 459 meter över havet.
Cheb är mest känd för mordet på Albrecht von Wallenstein, som ägde rum här 1634.

## Ekonomi
Cheb är en järnvägsknutpunkt och ett handelscenter. I staden tillverkas bland annat maskiner och cyklar.

## Historia
Cheb omnämns första gången 1061, och ända till mitten av 1100-talet tillhörde staden markgrevarna av Vohburg. År 1277 blev den riksstad, och 1315 kom den till Böhmen. Staden intogs av svenskarna 1631, men återerövrades 1632 av kejserliga trupper. General Albrecht von Wallenstein mördades i stadens stadshus den 25 februari 1634, och i borgen (från cirka 1200) dödades hans generaler kvällen dessförinnan. År 1647 återintogs staden av svenskarna under Carl Gustaf Wrangel. Under 1809 revs dess fästningsverk.

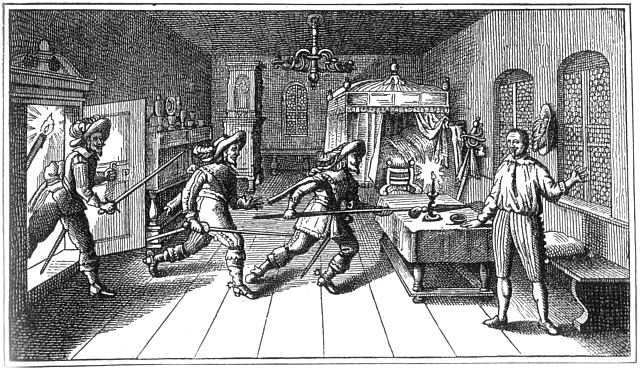
Mordet på Wallenstein, kopparstick.

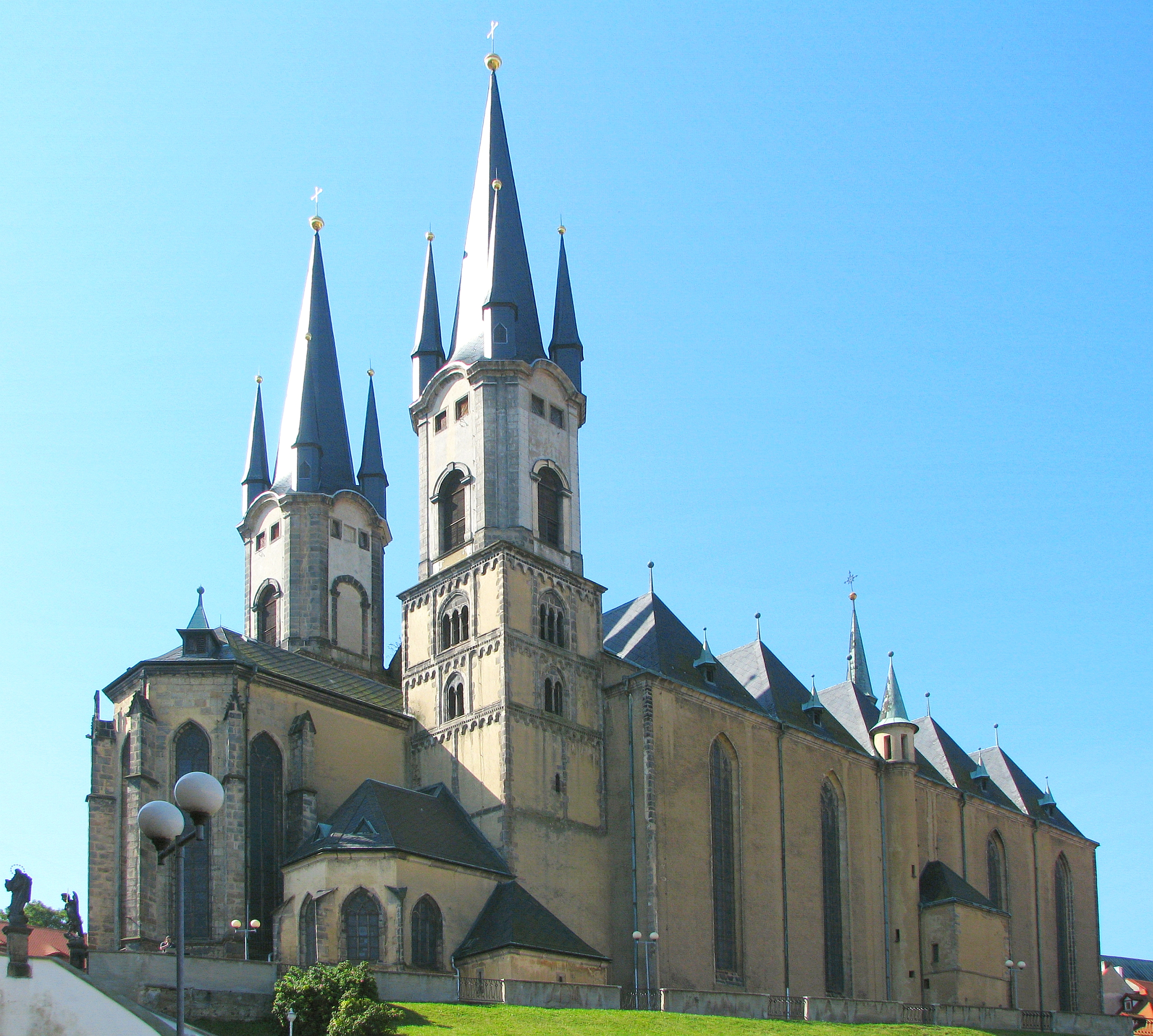
Kyrkan St. Nicholas och Elizabeth, grundad på 1200-talet, rekonstruktion 2008 med nya spiror (kopior som 1869)

Fram till 1945 hade staden och det omgivande området (Egerland) över 90 procent tysk befolkning. Då de flesta invånarna fördrevs 1945–1947 som en följd av Beneš-dekreten reducerades befolkningen till under en tredjedel. Cheb fick en helt ny, tjeckisktalande befolkning, med ett starkt inslag av romer. Invånartalet har gradvis ökat på senare år, men har ännu inte nått upp till nivån före 1945.